# Şəmkir
Şəmkir – stolica rejonu Şəmkir w północno-zachodnim Azerbejdżanie. Miasto powstało na podstawach niemieckiej osady Annanfeld. Dzisiejsza populacja to głównie Azerowie, gdyż zamieszkujący tu niegdyś Niemcy zostali zesłani, głównie na Syberię po II wojnie światowej.
Nazwa Şəmkir pochodzi od oddalonej 20 km na wschód fortecy Şəmkir, dziś już zrujnowanej. Nadal widać jednak części ścian i most. Şəmkir był miejscem bitew azersko-gruzińskich.
Liczba mieszkańców w 1989 wynosiła ok. 27,9 tys.
Od 2014 rozgrywany jest tam prestiżowy turniej szachowy Shamkir Chess  (Memoriał Vüqara Həşimova), w którym wystąpił m.in. mistrz świata w szachach Magnus Carlsen.